# Grâce d’Almeida Adamon
Grâce Antonia Almeida Benoite Adamon, bekannter als Grâce d’Almeida Adamon (* 21. März 1951 in Dakar, Französisch-Westafrika; † 12. Mai 2005 in Paris, Frankreich) war eine beninische Rechtsanwältin, Feministin und Menschenrechtsaktivistin.

## Leben

### Jugend und Ausbildung
Grâce d’Almeida Adamon wurde am 21. März 1951 in Dakar, der damaligen Hauptstadt der französischen Kolonialföderation Afrique-Occidentale française (Französisch-Westafrika) geboren. Sie besuchte die Nonnen-Grundschule in Porto-Novo, Benin. Später besuchte sie das Lycée Catholique Notre Dame Des Apôtres in Cotonou. 1972 wechselte D’Almeida Adamon nach Guebwiller, Frankreich, um dort ihr Baccalaureat zu absolvieren. Später studierte sie Jura an der Sorbonne, mit einer Spezialisierung auf Seerecht und Handelsrechte von Arbeitern. Nach ihrer Postgraduierung DEA erwarb sie an der Pantheon-Assas zusätzlich das CEPA-Zertifikat.

### Arbeit als Anwältin und juristische Beraterin
Sie begann 1977 als Rechtsanwältin in Paris zu arbeiten, kehrte jedoch 1978 nach Cotonou zurück. Dort arbeitete sie als Rechtsprofessorin an der Université Nationale du Bénin und zeichnete sich besonders durch die Verteidigung von Frauenrechten aus.
1990 wurde D’Almeida Adamon zusammen mit zwölf weiteren Vertretern ausgewählt, um eine neue demokratische Verfassung für Benin auszuarbeiten – als Teil der neu ausgerufenen Nationalkonferenz (siehe Geschichte Benins). Dabei war sie das einzige weibliche Mitglied. 1990 gründete sie zudem die Association des Femmes Juristes du Bénin („Vereinigung der weiblichen Juristinnen von Benin“). Die Organisation setzt sich bis heute für einen besseren Zugang zu Rechtsmitteln für Frauen ein und verteidigt Kinder- und Frauenrechte.
Vom 22. November 1995 bis 6. April 1996 leitete sie das Justiz-Ressort in der Regierung des Benin.

### Internationales Engagement
Auch international war D’Almeida Adamon bekannt und erwarb sich einen Ruf. Sie war unter anderem am UN-Programm „Burkina Faso’s Democratic Center for Domestic Governance“ beteiligt und war erstes Mitglied (von elf) der Internationalen Kosovo-Kommission. 1995 nahm sie an der vierten Welt-Frauen-Konferenz in Peking teil. Sie arbeitete zeitweise als erste technische Beraterin (Chief Technical Advisor) für das UN-Entwicklungsprogramm und leitete zudem das „UN Justice Project“ in Haiti von 2000 bis 2003.
Grâce d’Almeida Adamon starb am 12. Mai 2005 in Paris. Sie war geschieden und hatte drei Kinder.